# Uhu

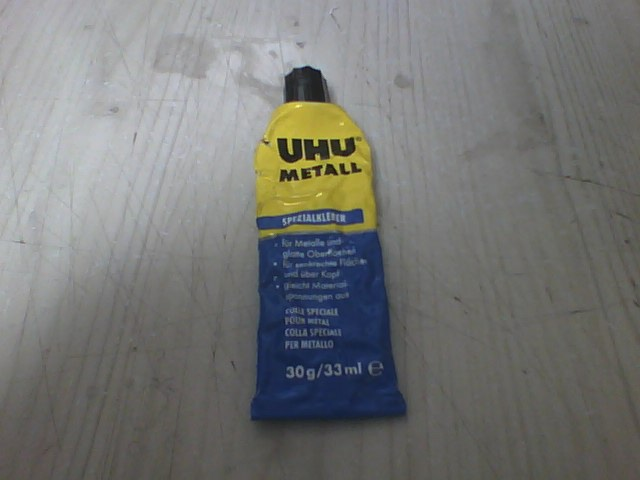
Klister från UHU.

Uhu är en tysk tillverkare av lim som ingår i Bolton Group. Uhu är en av Tysklands mest kända limtillverkare och säljer sina produkter i över 125 länder. Huvudkontoret ligger i Bühl och går tillbaka till apotekaren August Fischer som utvecklade ett lim 1932. Uhu är tyskans ord för Berguv, en av världens största ugglor. Uhu äger sedan 2001 varunamnet Karlsons klister.